# Anatolij Bukrejev
Anatolij Nikolajevitj Bukrejev var en rysk bergsbestigare, född 16 januari 1958 i Korkino vid Uralbergen, död 25 december 1997 på berget Annapurna. Bukrejev hann bestiga sju stycken berg över 8000 meter innan han omkom i en lavin juldagen 1997. Bukrejev var en av Scott Fischers guider på hans Mount Everest expedition som besteg toppen den dagen då ett oväder drog in och 12 personer från olika expeditioner, ett flertal från Rob Halls team omkom.